# (5984) Lysippus
(5984) Lysippus es un asteroide perteneciente al cinturón de asteroides, región del sistema solar que se encuentra entre las órbitas de Marte y Júpiter, descubierto el 16 de octubre de 1977 por Cornelis Johannes van Houten en conjunto a su esposa también astrónoma Ingrid van Houten-Groeneveld y el astrónomo Tom Gehrels desde el Observatorio del Monte Palomar, Estados Unidos.

## Designación y nombre
Designado provisionalmente como 4045 T-3. Fue nombrado Lysippus en homenaje al escultor griego Lisipo de Sición que vivió en la época de Alejandro Magno. Trabajó en el estilo clásico tardío y tuvo influencia en el estilo helenístico posterior. La mayor parte de su trabajo sobrevive en copias y descripciones romanas. Sus estatuas tienen cabezas más pequeñas y simulan más movimiento que las esculpidas en el tiempo de Policleto.

## Características orbitales
Lysippus está situado a una distancia media del Sol de 2,381 ua, pudiendo alejarse hasta 2,647 ua y acercarse hasta 2,115 ua. Su excentricidad es 0,111 y la inclinación orbital 5,707 grados. Emplea 1342,10 días en completar una órbita alrededor del Sol.

## Características físicas
La magnitud absoluta de Lysippus es 13,8. Tiene 5,716 km de diámetro y su albedo se estima en 0,149. 